# Holotrichapion gracilicolle
Holotrichapion gracilicolle – gatunek chrząszcza z rodziny pędrusiowatych i podrodziny Apioninae. Zamieszkuje południową Europę, Afrykę Północną i południowy zachód Azji. Żeruje na bobowatych, głównie na groszkach.

## Taksonomia
Gatunek ten opisany został po raz pierwszy w 1833 roku przez Leonarda Gyllenhaala pod nazwą Apion gracilicolle. W 1990 roku umieszczony został przez Miguela Á. Alonsa-Zarazagę w podrodzaju Schoenius, który później zsynonimizowany został z podrodzajem Legaricapion w obrębie rodzaju Holotrichapion.

## Morfologia
Chrząszcz o ciele długości od 2,5 do 2,8 mm, na południu zasięgu do 3,3 mm. Ubarwiony czarno z metalicznie miedzianymi, niebieskimi lub fioletowymi pokrywami. Oskórek przynajmniej pozornie jest nagi.
Wąska głowa ma wydłużone, większe, ale słabiej wysklepione niż u pędrusia chwastowca oczy, zatarte i nie przekraczające przednich ich krawędzi listewki podoczne, co najwyżej niewyraźnie punktowane ciemię oraz pozbawioną poprzecznej listewki gulę. Wyraźnie od podstawy ryjka węższe czoło ma niepunktowane i nagie rowki środkowe oraz punktowane i owłosione rowki po bokach, jak również drobne punktowanie między rowkami; rzeźba czoła jest wyrażona słabiej niż u pędrusia chwastowca. Ryjek ma boki równoległe, jedynie przy nasadach czułków jest nieznacznie rozszerzony.
Przedplecze jest tak szerokie jak długie, o równoległych w zarysie bokach. Powierzchnię ma błyszczącą, o punktach płytszych i zwykle bardziej rozproszonych niż u pędrusia chwastowca oraz o delikatnej i ku przodowi zanikłej linii środkowej. Wymiary przedplecza w stosunku do pokryw są mniejsze niż u pędrusia chwastowca. Mała, trójkątna tarczka ma pozbawioną punktów powierzchnię. Pokrywy są w zarysie owalne. Drobne włoski na ich międzyrzędach są o połowę krótsze niż u pędrusia chwastowca. Międzyrzędy są szerokie i zazwyczaj płaskie. Na szczycie pokrywy rząd trzeci łączy się z ósmym. Na każdej pokrywie wyrastają dwie szczecinki wyspecjalizowane, jedna w tylnej ⅓ międzyrzędu siódmego, a druga na końcu międzyrzędu dziewiątego. Odnóża mają grubsze niż u pędrusia chwastowca stopy.

## Ekologia i występowanie
Owad preferujący stanowiska ciepłe i suche, zwłaszcza kserotermiczne. Zarówno larwy, jak i postacie dorosłe są oligofagicznymi fitofagami bobowatych. Stwierdzono ich żerowanie na groszkach: bladożółtym, cieciorkowatym, leśnym, różnolistnym, szerokolistnym, Lathyrus annuus i  Lathyrus clymenum oraz na bobie. Larwa jest endofagiczna i rozwija się wewnątrz pędu, prowadząc do powstania rozdętej wyrośli (galasu) o długości około jednego cm. Tam też się przepoczwarcza. Aktywne osobniki dorosłe obserwuje się od kwietnia do września.
Gatunek palearktyczny o cyrkumśródziemnomorskim typie rozmieszczenia. W Europie znany jest z Portugalii, Hiszpanii, Francji, Niemiec, Austrii, Włoch, Czech, Węgier, Chorwacji, Grecji oraz południa europejskiej części Rosji, w Afryce Północnej z Maroka, Algierii i Tunezji, a w Azji z Gruzji, Syrii i Izraela. W Europie Środkowej spotykany jest rzadko i sporadycznie. Północna granica jego zasięgu biegnie przez Niemcy, gdzie podawany jest z Saksonii, Turyngii i Badenii-Wirtembergii. W Austrii stwierdzany z Burgenlandu i Vorarlbergu.